# Vehtino, Smolean
Vehtino (în bulgară Вехтино) este un sat în comuna Madan, regiunea Smolean,  Bulgaria. 

## Demografie
Componența etnică a satului Vehtino
     Bulgari (94,25%)
     Nicio identificare (5,74%)
     Altele (0%)
La recensământul din 2011, populația satului Vehtino era de 87 locuitori. Din punct de vedere etnic, majoritatea locuitorilor (94,25%) erau bulgari. Pentru 5,74% din locuitori nu este cunoscută apartenența etnică.